# Dolianova
Dolianova ist eine italienische Gemeinde (comune) mit 9382 Einwohnern (Stand 31. Dezember 2023) in der Metropolitanstadt Cagliari auf Sardinien. Die Gemeinde liegt etwa 19 Kilometer nordnordöstlich von Cagliari in der historischen Region Parteolla. Heute ist die Gemeinde Sitz der Unione dei comuni del Parteolla e del Basso Campidano.

## Geschichte
Erstmals urkundlich erwähnt wird der Ort Dolianova 1089.

## Sehenswürdigkeiten
- Kathedrale San Pantaleo

## Verkehr
Die Strada Statale 387 dei Gerrei führt von Cagliari kommend nach Ballao an der Gemeinde vorbei. Der Bahnhof Dolianova-Serdiana, der zwischen den Ortschaften und Gemeinden liegt, befindet sich an der nichtelektrifizierten (Schmalspur-)Bahnstrecke Cagliari-Monserrato–Isili (Spurweite 950 mm).